# Profession
En profession er næsten det samme som et fag.
Ordet profession bruges dog mest om faggrupper der har et mere eller mindre fælles værdigrundlag. Som et eksempel kan nævnes at de danske lærere med iver har udviklet et fælles professionsideal.
Se også skuespiller, covergirl, showgirl, forfatter, komponist, servitrice, kok, tjener, bodyguard, erhvervsøkonom.